# Sougné-Remouchamps
Sougné-Remouchamps is een plaats in de Belgische provincie Luik en een deelgemeente van Aywaille. Het plaatsje is vooral bekend door de grotten van Remouchamps en de heuvel La Redoute, en ligt aan de Amblève en de Ninglinspo.

## Geografie
Zoals de naam reeds doet vermoeden, bestaat Sougné-Remouchamps uit de dorpen Sougné en Remouchamps. Verder behoort onder meer het dorpje Nonceveux nog tot de deelgemeente.

## Geschiedenis
Tot de opheffing van het hertogdom Limburg hoorden Sougné en Remouchamps tot de Limburgse hoogbank Sprimont. Net als de rest van het hertogdom werden de plaatsen bij de annexatie van de Zuidelijke Nederlanden door de Franse Republiek in 1795 opgenomen in het toen gevormde departement Ourthe.
De plaats behoorde tot de gemeente Aywaille, tot in 1919 Sougné-Remouchamps werd afgescheiden als zelfstandige gemeente. Bij de gemeentelijke fusies van 1977 werd Sougné-Remouchamps een deelgemeente van Aywaille.

## Demografische ontwikkeling
- Bronnen:NIS, Opm:1831 tot en met 1970=volkstellingen, 1976= inwoneraantal op 31 december

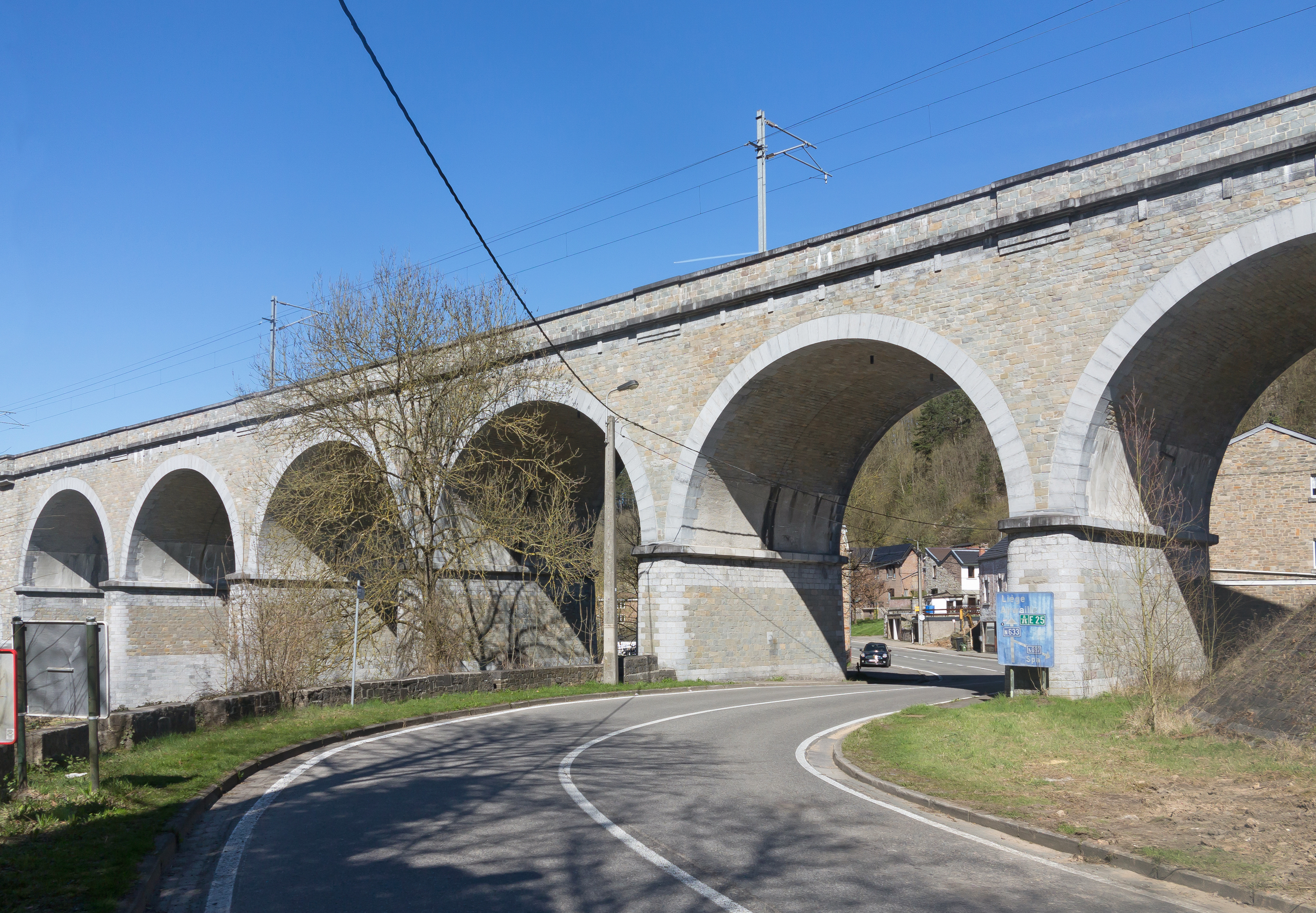
Spoorbrug over de Rue de Trois Ponts

## Verkeer en vervoer
De plaats ligt aan en onder de A26, die hier deel uitmaakt van de Europese weg 25 en middels het Viaduct van Remouchamps bij het dorp de vallei van de Amblève overbrugt.

## Geboren in Sougné-Remouchamps
- Henri Lambaux de Remouchamps (om 1585) componist, dirigent en organist